# Les Marmottes
Pour plus de détails, voir Fiche technique et Distribution.
Les Marmottes est un film français réalisé par Élie Chouraqui, sorti en 1993.

## Synopsis
Une famille de parisiens, dont les différents membres sont confrontés aux aléas de la vie amoureuse, se retrouve sous un même toit pour les vacances d'hiver près de Chamonix. Le film raconte entre autres plusieurs histoires sentimentales différentes, assez caractéristiques, et plutôt représentatives de la diversité des affaires affectives. 

## Fiche technique
- Titre : Les Marmottes
- Réalisateur : Élie Chouraqui
- Scénaristes : Élie Chouraqui, Danièle Thompson
- Musique : Gabriel Yared
- Photographie : Robert Alazraki
- Montage : Martine Giordano
- Création des décors : Patrice Blarent
- Création des costumes : Mimi Lempicka
- Genre : comédie dramatique et comédie romantique
- Durée : 104 minutes
- Date de sortie :
  - France : 10 novembre 1993

## Distribution
- Virginie Ledoyen : Samantha (fille aînée de Marie-Claire, Belle fille de Max)
- Julia Maraval : Lola (fille cadette de Max et Marie-Claire)
- Gérard Lanvin : Max, père de Lola et Beau-Père de Samantha, fils de Léo
- Jean-Hugues Anglade : Stéphane, fils de Léo
- André Dussollier : Simon, fils de Léo
- Daniel Gélin : Léo, le grand-père
- Christine Boisson : Marie-Claire, ex-femme de Max
- Marie Trintignant : Lucie, compagne de Stéphane
- Jacqueline Bisset : Frédérique, femme de Simon
- Christopher Thompson : Alfred, fils de Simon, neveu de Max
- Anouk Aimée : Françoise, deuxième femme de Léo
- Patricia Malvoisin : Judith Pontel, amante de Simon
- Anne Roussel : Anna Jubert, nouvelle compagne de Max
- Christian Charmetant : Antoine, fils des hôteliers, ami d'enfance des fils de Léo

## Distinctions
Césars 1994 :
- Nomination au césar de la meilleure actrice dans un second rôle pour Marie Trintignant
- Nomination au césar du meilleur espoir féminin pour Virginie Ledoyen
- Nomination au césar du meilleur espoir masculin pour Christopher Thompson